# Philodromus pinetorum
Philodromus pinetorum là một loài nhện trong họ Philodromidae.
Loài này thuộc chi Philodromus. Philodromus pinetorum được miêu tả năm 2009 bởi Muster.